# Marcel Darrieux
Pour les articles homonymes, voir Darrieux.
Répertoire
Concerto pour violon no 1 de Sergueï Prokofiev
Marcel Darrieux (né le 18 octobre 1891, Bordeaux - décédé le 2 septembre 1989, Saint-Jean-de-Luz ) est un violoniste français, connu tout particulièrement pour avoir créé le Concerto pour violon no 1 de Sergueï Prokofiev en 1923.

## Biographie
Darrieux a été diplômé du conservatoire de Bordeaux (1906) puis du Conservatoire de Paris (1912). Il a eu comme professeurs Henri Berthelier et Lucien Capet.
À partir de 1921, il a appartenu à l'orchestre de l'Opéra-Comique. Simultanément au début des années 1920 il a été premier violon de l'orchestre des Concerts Koussevitzky sous la direction de Serge Koussevitzky. Il est surtout connu comme le premier interprète du Concerto pour violon no 1 de Sergueï Prokofiev créé le 18 octobre 1923. Après le refus de plusieurs virtuoses du violon bien connus (en particulier, Bronisław Huberman) d'aborder ce concerto, le compositeur a confié la partie soliste au premier violon solo de l'orchestre. Comme Marcel Darrieux l'écrit dans une lettre à Prokofiev, « le musicien était jusque-là dans l'obscurité absolue, et depuis qu'il a joué votre concerto avec Koussevitzky, j'ai reçu une invitation pour l'exécuter à Paris 3 fois au cours de la saison, sans compter les invitations en province ».
Dans la seconde moitié des années 1920, Darrieux a collaboré avec le chef Walther Straram. À partir de 1926, il a été le premier violon de son orchestre (Orchestre des concerts Straram). Le 11 juin 1925, Darrieux et Straram ont créé le Concerto pour violon et instruments à vent, de Kurt Weill. De même le 24 février 1927, ils ont créé le Poème pour violon et orchestre de Dimitrios Levidis (en). Dans les années 1930, Darrieux a fait partie de l'Orchestre Colonne. En 1937, il a été membre du jury du Concours international de violon Eugène Ysaÿe.
Avec le flûtiste Marcel Moyse et l'altiste Pierre Pasquier, il a enregistré la Sérénade pour violon, flûte et alto op. 25 de Ludwig van Beethoven. Ces trois musiciens ont participé à l'enregistrement du Concerto pour clavecin et cinq instruments de Manuel de Falla. Accompagné au piano, il a également enregistré dans les années 1920 des pièces isolées de Robert Schumann, d'Isaac Albéniz, de Gabriel Pierné et d'autres.

## Distinctions
- Chevalier de la Légion d'honneur
- Chevalier de l'Ordre de Léopold